# 지오다노
지오다노(Giordano, 佐丹奴)는 지미 라이가 창업한 중화인민공화국 홍콩의 의류 기업이다.